# Festival panafricain du cinéma et de la télévision de Ouagadougou 2011
Le FESPACO 2011 est la 22e édition du Festival panafricain du cinéma et de la télévision de Ouagadougou. Il se déroule du 26 février au 5 mars 2011 à Ouagadougou. Le thème de cette édition est « Cinéma africain et Marchés ». Le film Pégase de Mohamed Mouftakir décroche l'Étalon de Yennenga.

## Contexte
Du 3 au 8 mars 2010 sont lancées à Ouagadougou les Journées cinématographiques de la femme africaine de l'image (JCFA).  D'une durée de cinq jours, le festival ne décerne aucun prix mais les films reçoivent des trophées dénommés les Sarraounia. La journaliste et cinéaste Laurentine Bayala y publie un bulletin d'information journalier. Le Fespaco trouve là une plateforme de promotion des femmes africaines dans le cinéma.
L’aide cumulée de l’Union européenne au FESPACO de 1997 à 2011 s’élève à environ 2,2 milliards FCFA (3,8 millions d’euros), dont 290 000 euros pour l’appui à l’organisation de l’édition 2011. En outre, l’UE décerne un prix de 8 millions FCFA pour récompenser une production audiovisuelle de qualité.

## Déroulement
Elikia M’Bokolo est le parrain officiel de la vingt-deuxième édition qui a eu lieu du 26 février au 5 mars 2011.

## Palmarès

### Longs métrages
Le professeur de littérature et de film Mbye Cham est le président du jury dans cette catégorie.
- Étalon d'Or de Yennenga : Pégase de Mohamed Mouftakir (Maroc)
- Étalon d'Argent de Yennenga : Un homme qui crie de Mahamat Haroun Saley (Tchad)
- Étalon de Bronze de Yennenga : Le Mec idéal d'Owell Brown (Côte d'Ivoire)
- Étalon d'Honneur de Yennenga : Prix remis au comédien Sotigui Kouyaté pour l'ensemble de son œuvre cinématographique et reçu par sa famille
- Prix Oumarou Ganda : Notre étrangère de Sara Bouyain (Burkina Faso)
- Prix de la meilleure interprétation féminine : Samia Méziane dans Voyage à Alger (Rihla Ila Aldjazayer) de Abdelkrim Bahloul (Algérie)
- Prix de la meilleure interprétation masculine : Sylvestre Amoussou dans Un pas en avant, les dessous de la corruption (Bénin)
- Prix du meilleur scénario : Abdelkrim Bahloul pour son film Voyage à Alger (Rihla Ila Aldjazayer)  (Algérie)
- Prix de la meilleure image : Thierry Lebigre pour le film La Mosquée (Jamaâ) de Daoud Aoulad-Syad (Maroc)
- Prix du meilleur son : Taoufik Mekraz pour le film Pégase de Moftakir Mohamed (Maroc)
- Prix de la meilleure musique : Wasis Diop du Sénégal pour sa contribution sur les films Un pas en avant, les dessous de la corruption de Sylvestre Amoussou Bénin, Un homme qui crie de Mahamat Haroun saley Tchad et En attendant le vote… de Missa Hebie Burkina Faso
- Prix du décor : pour le film Da Monzon de Sidy Fassara Diabaté  (Mali)
- Prix du montage : Latifa Namir pour le film Le Poids du serment (Nyama) de Kollo Daniel Sanou (Burkina Faso)
- Prix de la meilleure affiche : pour le film Essaha de Dahmane Ouzid (Algérie)
- Prix Union Européenne : Notre étrangère de Sara Bouyain (Burkina Faso)
- Prix RFI du Public : non distribué faute de financement[6]
- Prix Paul Robeson du meilleur film de la diaspora : pour le film Les Amours d'un zombi d'Arnold Antonin (Haïti)

### Courts métrages et film des écoles
Le réalisateur nigérian Newton Aduaka est le président du jury courts métrages.
- Poulain d'Or de Yennenga : Garagouz de Abdenour Zahzah (Algérie)
- Poulain d'Argent de Yennenga : Tabou de Meriem Riveill (Tunisie)
- Poulain de Bronze de Yennenga : Tynie so de Daouda Coulibaly (Mali)
- Prix du Jury du Film des Écoles : Prix Non Décerné
- Prix du Meilleur Film Documentaire des Écoles : Ah les Blancs de Fatim Ouattara de l'École ISIS (Burkina Faso)
- Prix du Meilleur Film Fiction des Écoles : l'Or blanc d'Adama Sallé de l'École ESAV (Maroc)

### Documentaires
Le cinéaste Moussa Touré est le président de cette catégorie.
- Premier Prix du Documentaire : Monica Wangu Wamwere-The Unbroken Spirit de Jane Murago-Munene (Kenya)
- Deuxième Prix du Documentaire : The Witches of Gambaga de Yaba Badoe (Ghana)
- Troisième Prix du Documentaire : Indochine sur les traces d'une mère d'Idrissou Mora-Kpaï (Bénin)

### Télévision et vidéo
Le cinéaste François Woukoache est le président de ce jury.
- Prix Spécial du Jury pour une œuvre de Série télévisée/vidéo : non décerné
- Prix de la Meilleure œuvre de Série télévisée/vidéo : Ismael le gaffeur de Mamadou N'Diaye (Sénégal)
- Prix Spécial du Jury pour une œuvre de fiction TV/vidéo : Champions of our time de MAK Kusare (Nigeria)
- Prix de la Meilleure œuvre de TV/vidéo : Hop Ville de John Trengeue (Afrique du Sud)

### Mentions spéciales des jurys
- jury long métrage : En attendant le vote de Missa Hebie (Burkina Faso)
- jury diaspora, dont le président de jury est le réalisateur John Akomfrah : Moloch Tropical de Raoul Peck Haïti et Itemba d'Errol Weber (Jamaïque).
- jury films documentaires : "State of Mine" de Djoe Tunda Wa Munga (RDC) et "SIBI, l'âme du violon" de K. Michel Zongo (Burkina Faso)
- jury Télévision Vidéo : Lobola de Mathison Michel (Afrique du Sud)
- jury courts-métrages et films des écoles : La Métaphore du Manioc de Lionel Meta (Cameroun) et "Bipolium H 12" de Emmanuel Rotumbam de l'école ISIS (Burkina Faso)

### Prix spéciaux
- Prix Signis : Voyage à Alger (Rihla Ila Aldjazayer) d'Abdelkrim Bahloul (Algérie)[7]
- Prix des Nations unies pour la lutte contre la pauvreté : Essaha de Dahmane Ouzid (Algérie)
- Prix des Nations unies pour les droits de l'enfant : Voyage à Alger (Rihla Ila Aldjazayer) d'Abdelkrim Bahloul (Algérie)
- Prix de l'espérance : Bénéré de Serge Armel Sawadogo (Burkina Faso)
- Prix INALCO : Notre Etrangère de Sara BOUYAIN (Burkina Faso)
- Prix des droits humains : Histoire de haine manquée d'Eddy Munyameneza (Burundi)
- Prix graine de baobab Wamdé et Alliance francophone : le linge sale d'Inoussa Kaboré (Burkina Faso)
- Prix Plan pour le droit des enfants : Bénéré de Serge Armel Sawadogo (Burkina Faso)
- Prix santé et sécurité au travail : Lobolo de Mathison Michel
- Prix Sembène Ousmane : Un homme qui crie de Mahamat Haroun Saley (Tchad)
- Prix de l'intégration pour le meilleur film ouest-africain : Champions of our time de MAK Kusare (Nigeria)
- Prix de l'espoir : La Métaphore du Manioc de Lionel Meta (Cameroun)
- Prix de la ville de Ouagadougou : L'eau va à la rivière d'Ed Adamo Kiangebeni (Angola/RDC)
- Prix René Monory de la meilleure école de cinéma : l'Or blanc d'Adama Sallé de l'École ESAV (Maroc)
- Prix du meilleur talent émergent : La Métaphore du Manioc de Lionel Meta (Cameroun)
- Prix CSC : Paris mon paradis d'Éléonore Yaméogo (Burkina Faso)
- Prix UEMOA de l'intégration, tv-vidéo : Le cri de la tourterelle de Sani Elhadj Magori (Niger)
- Prix UEMOA de l'intégration, court-métrage : Un transport en commun de Dyana Gueye (Sénégal)
- Prix UEMOA de l'intégration, long-métrage : Da Monzon de Sidy Fassara Diabaté (Mali)